# Buteogallus
Buteogallus és un gènere d'ocells rapinyaires de la família dels accipítrids (Accipitridae). En general habiten al medi forestal prop de l'aigua, de la zona neotropical, arribant fins al sud dels Estats Units.

## Llistat d'espècies
Segons la Classificació del Congrés Ornitològic Internacional (versió 12.2, juliol 2022) aquest gènere està format per nou espècies:
- Aligot amazònic (Buteogallus schistaceus).
- Aligot negre comú (Buteogallus anthracinus).
- Aligot negre de Cuba (Buteogallus gundlachii).
- Aligot menjacrancs (Buteogallus aequinoctialis).
- Aligot de sabana (Buteogallus meridionalis).
- Aligot collblanc (Buteogallus lacernulatus).
- Aligot negre gros (Buteogallus urubitinga).
- Àguila solitària negra (Buteogallus solitarius).
- Àguila solitària coronada (Buteogallus coronatus).